# 布克利耶归正会教堂

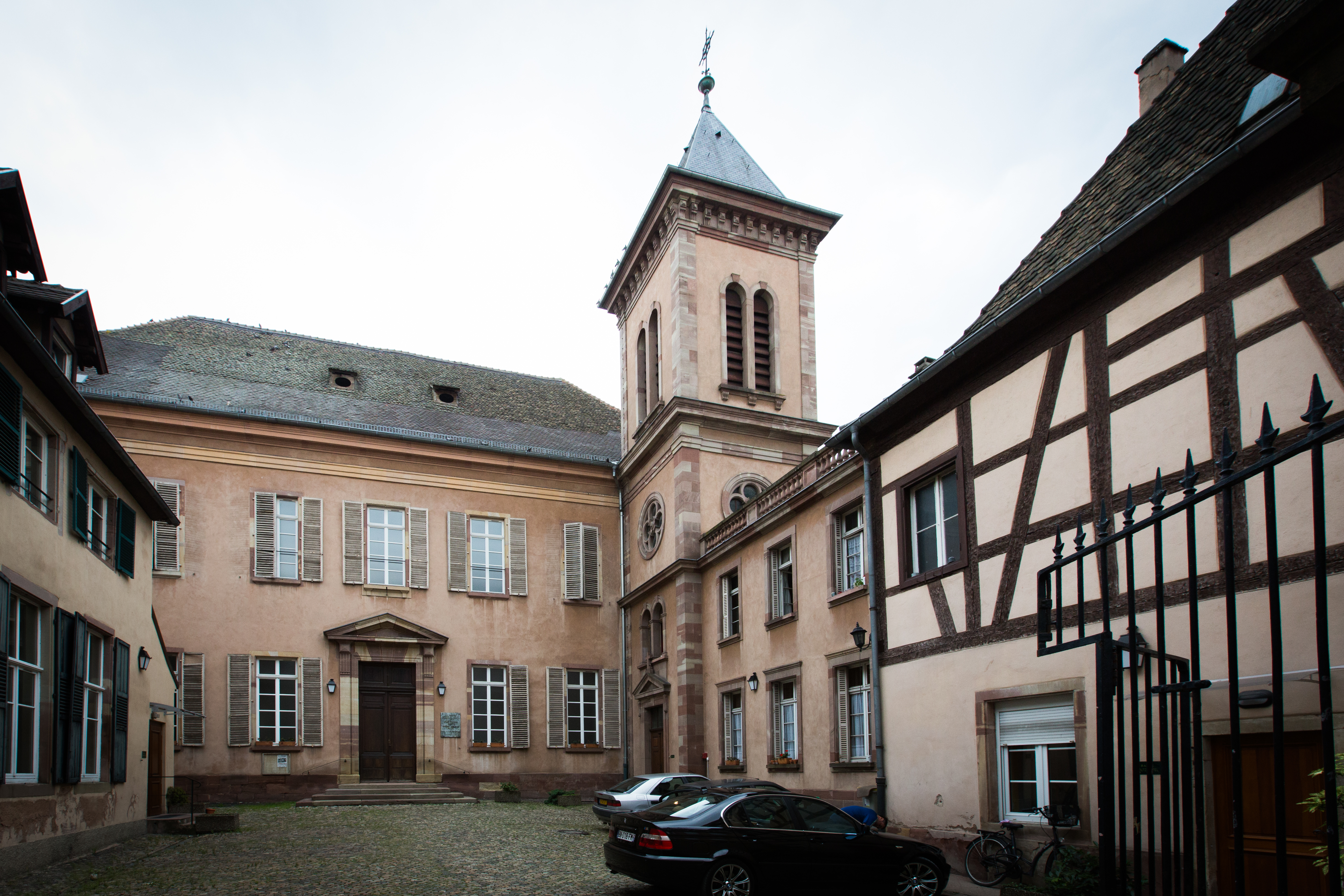

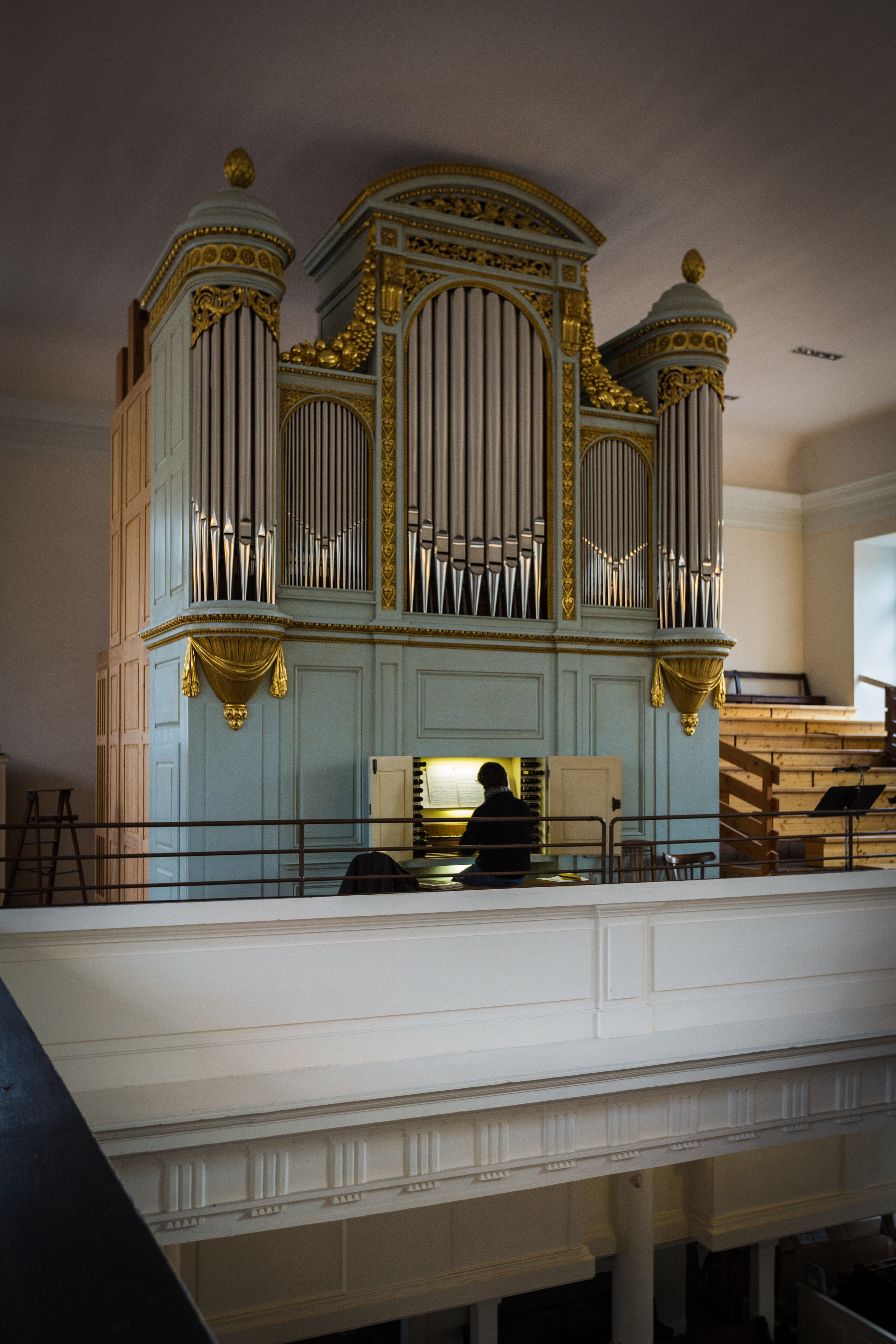
L'orgue restauré en 2007

布克利耶归正会教堂（{lang-fr|Église réformée du Bouclier}}，或称）是一座新教归正会教堂，隶属于阿尔萨斯-洛林新教教会联盟（Union des Églises protestantes d'Alsace et de Lorraine，UEPAL）。位于法国阿尔萨斯下莱茵省斯特拉斯堡大岛。  

## 历史
在法国大革命之前斯特拉斯堡的所有新教堂会中，盾牌街（rue du Bouclier）是历史最短的一个，在1524年宗教改革时，它不是直接继承中世纪的堂区。它的历史可以追溯到这一年，莱斐伏尔·德斯塔普斯（Lefèvre d'Etaples）和米厄（Meaux）被怀疑是路德宗异端，威廉·法雷尔在城墙避难。随后，其他逃犯成群结队或单独抵达，主要来自法兰西王国、洛林公国、列日公国和西班牙统治的国家（布拉班特公国、佛兰德伯国, 海尔德公国、阿登或弗朗什-孔泰)。他们逐渐形成了一个相当异质的社区，但是他们讲法语，与讲德语的七个路德宗堂会有所不同。

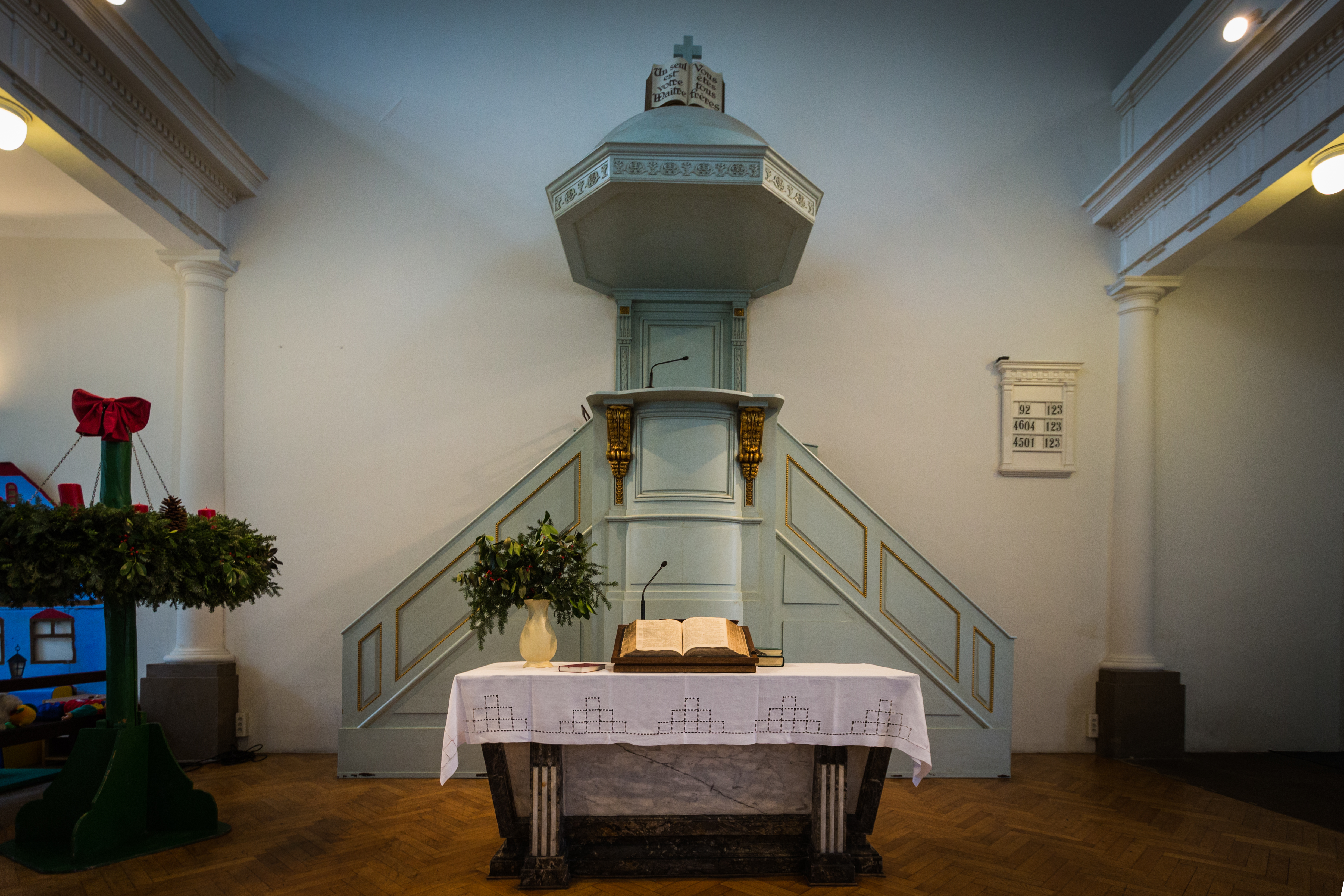
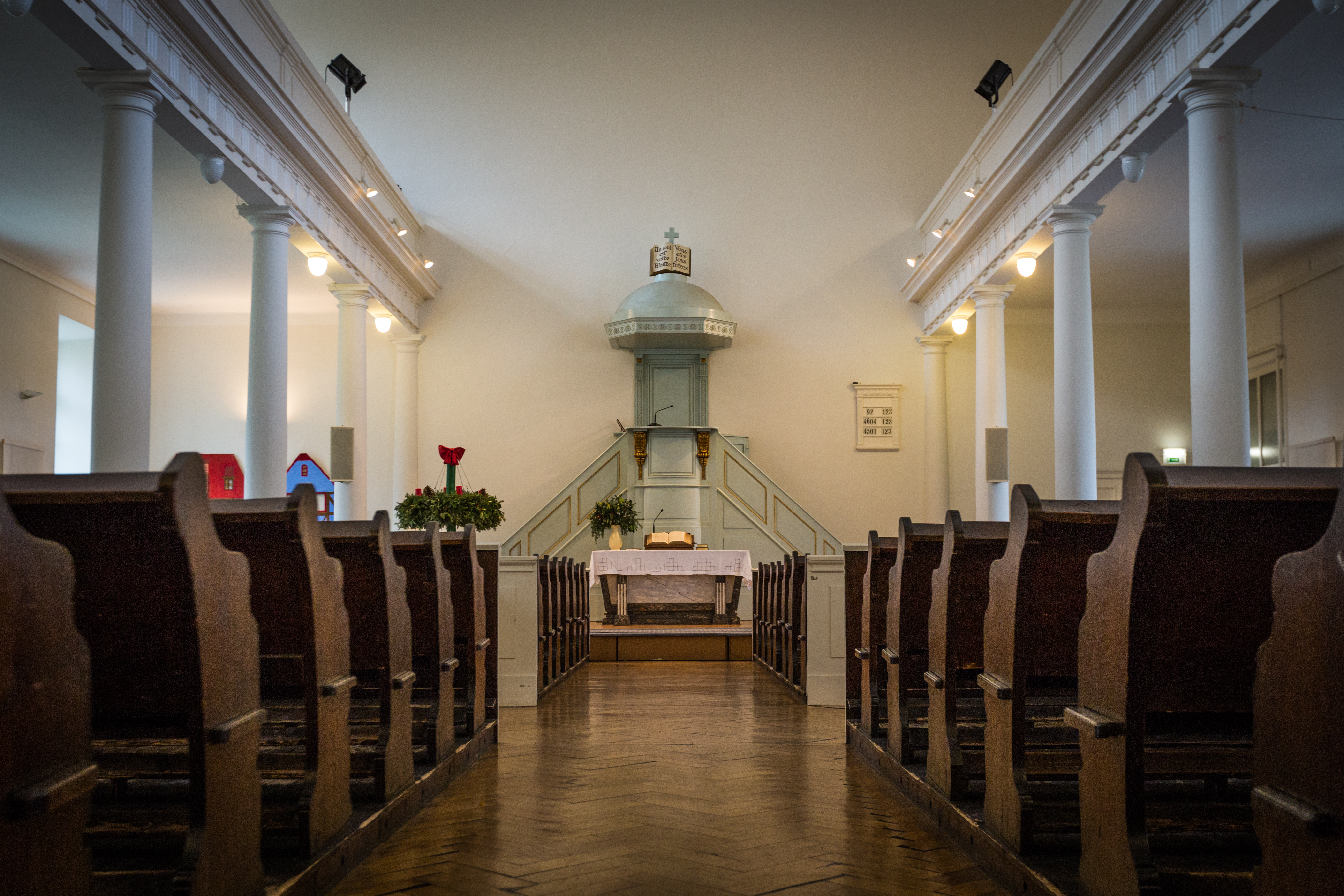
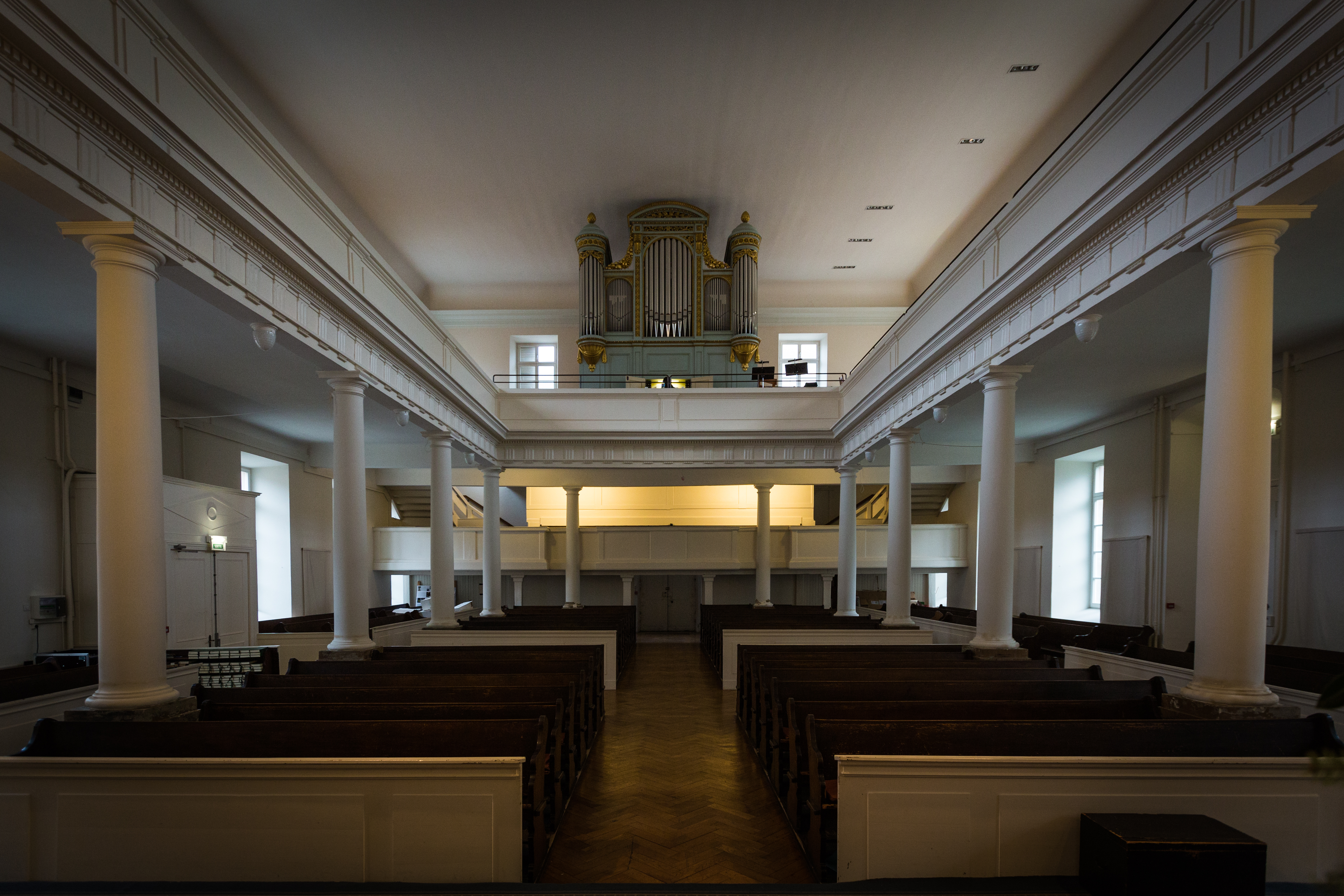
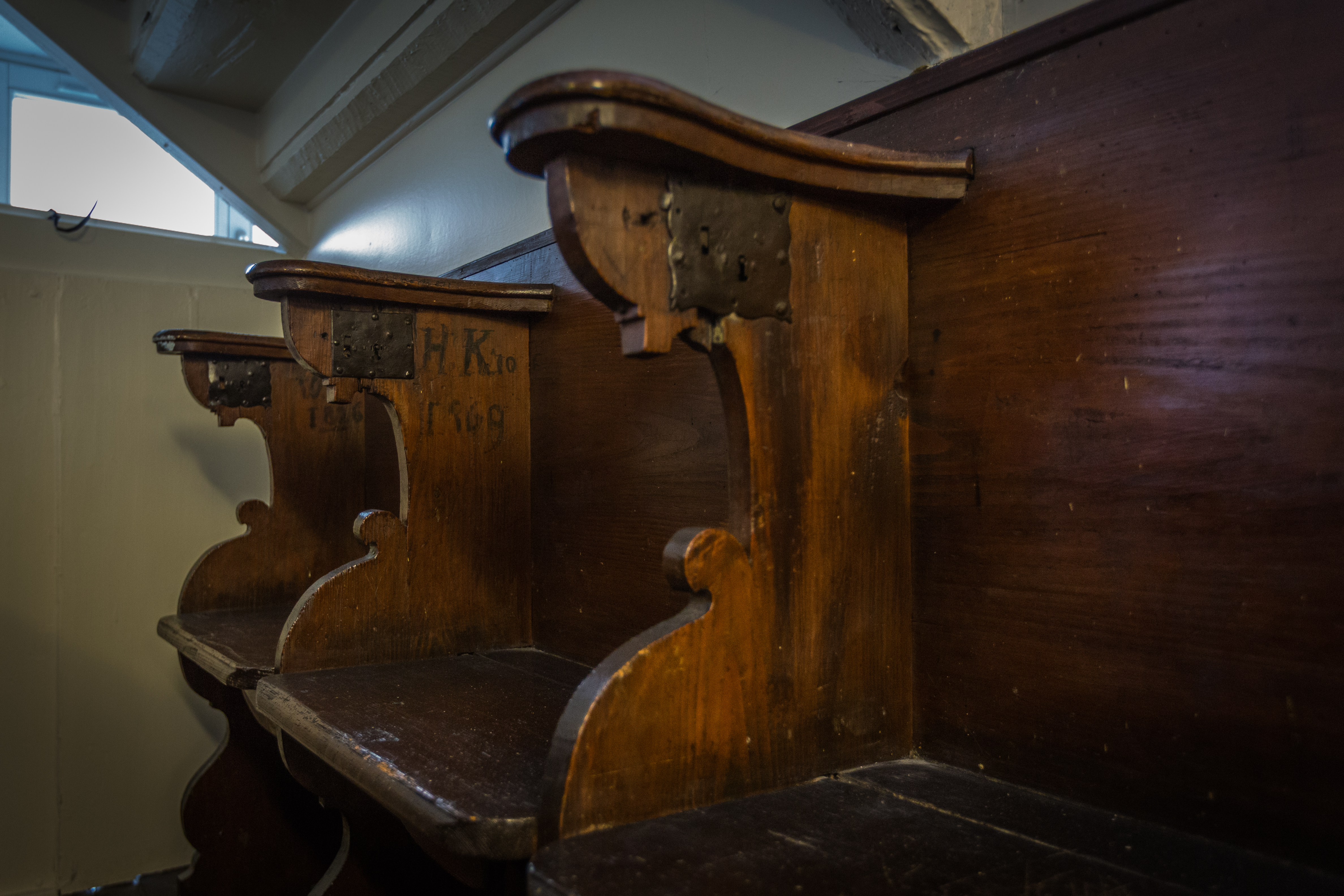